# 美力台灣3D
《美力台灣3D》（英文：FORMOSA 3D）是台灣電影首部3D紀錄片。導演曲全立創立了美力台灣3D行動電影院，以十年的時間去記錄台灣。電影運用了3D技術拍攝瀕臨消失的景色與台灣百工的匠人精神。

## 票房
上映前舉辦群眾集資活動，集資一個多月累積超過500萬元，超過之前的電影集資紀錄，上映前預售票房已突破1000萬。《美力台灣3D》於2017年底上映，首週便破了500萬票房，最終票房突破千萬，成為2017年上映紀錄片票房冠軍

## 外部連結
- Yahoo奇摩電影上《美力台灣3D》的資料（繁體中文）